# Moreton Jeffries
Moreton Jeffries – wieś i civil parish w Anglii, w hrabstwie Herefordshire. W 2001 roku civil parish liczyła 14 mieszkańców. Moreton Jeffreys jest wspomniana w Domesday Book (1086) jako Mortune.